# Babar (Roger Noël)
 (novembre 2022).
Il peut être nécessaire de l'améliorer pour respecter le principe de neutralité de point de vue. Veuillez consulter la page de discussion pour plus de détails.

Pour les articles homonymes, voir Babar (homonymie), Roger Noël et Noël (homonymie).
Roger Noël dit Babar, né le 22 mai 1955 à Ixelles (Belgique), est un imprimeur, affichiste, éditeur et militant socialiste libertaire belge.
De 1977 à 2002, il anime le journal Alternative libertaire.
En 1978, il est à l'initiative du mouvement des radios libres en Belgique.
En 1982, il est incarcéré plusieurs mois en Pologne pour y avoir introduit clandestinement un émetteur de radio destiné au syndicat Solidarność alors clandestin.

## Premiers engagements
À 15 ans, après un certificat d’étude, il devient apprenti typographe et fréquente les milieux « gauchistes » de l’après Mai 68.
Fin 1970, il participe à la création de La Parole au Peuple, groupe « mao-spontex » proche de la Gauche prolétarienne. Il contribue à l'Agence de presse Libération-Belgique fondée en 1972 à Bruxelles,.
Il travaille ensuite dans l'édition, à l'hebdomadaire POUR, le journal critique de gauche le plus important de l'après-68 dans la communauté française de Belgique, victime d'un incendie criminel en 1981,.

## L'imprimerie du 22-Mars et le journalAlternative libertaire

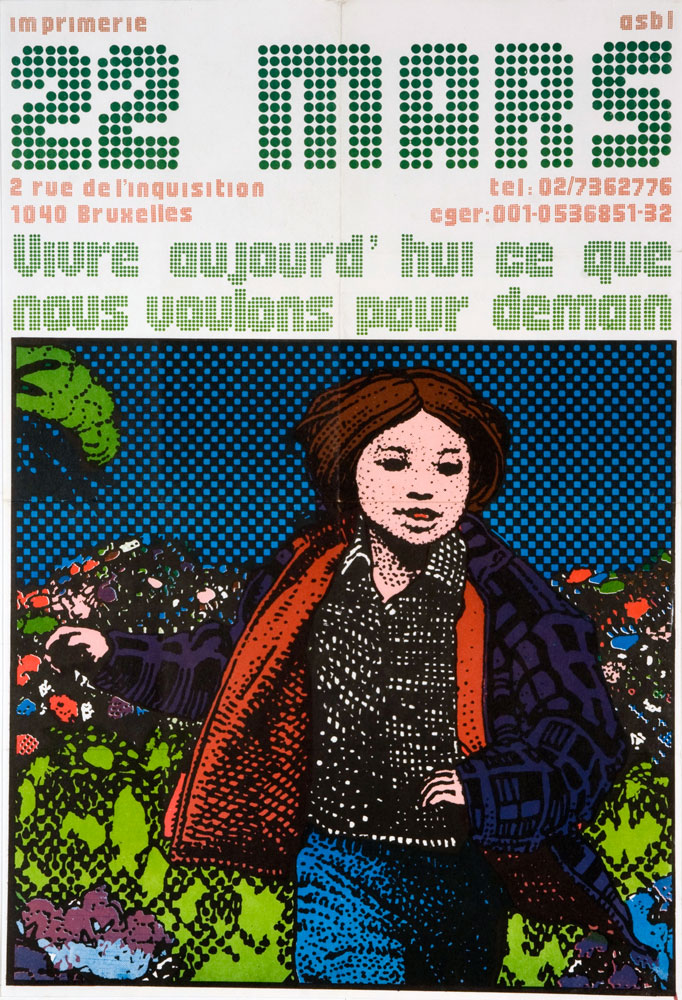
Asbl 22-Mars (1980).

En 1976, il rejoint le collectif qui édite le journal Alternative libertaire, fondé en octobre 1975 autour de Jean-Marie Neyts,.
Babar investit dans du matériel d'imprimerie et devient le principal rédacteur du journal.
En mars 1977, il crée l'association sans but lucratif (asbl) Imprimerie du 22-Mars dont il sera le gérant.
Cette imprimerie associative réalise des travaux pour, entre autres, Amnesty International (Belgique et France), la revue LGBT Tels Quels (précédemment Antenne rose dont il était l'éditeur responsable), les Éditions du Monde libertaire, Act Up-Belgique, la Liaison Antiprohibitionniste,, etc.
Le collectif de l'asbl 22-Mars se développe autour de campagnes thématiques : anti-nucléaire, radios libres, mouvement de révolte de la jeunesse, contre-information au travers du Bulletin d'Information et Liaison (BIL), etc. et du journal Alternative libertaire, que Roger Noël prend en charge de 1977 à 2001.
Durant cette période, il est également l'auteur de plus d’une centaine d’affiches politiques dont certaines sont encore visibles sur des sites d'archives.

## Les radios libres

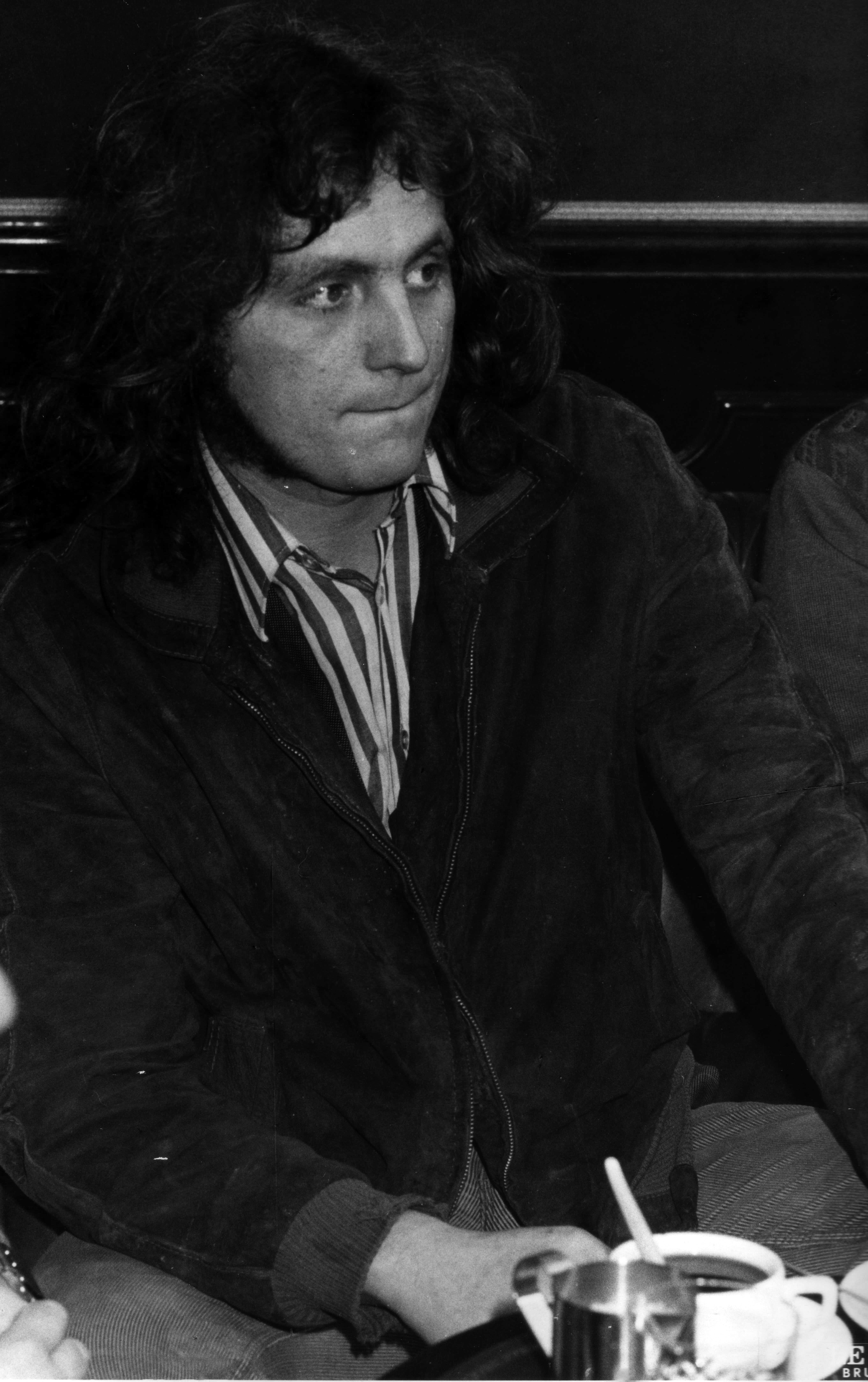
Babar lors d'un débat sur les radios libres le 20 novembre 1980.

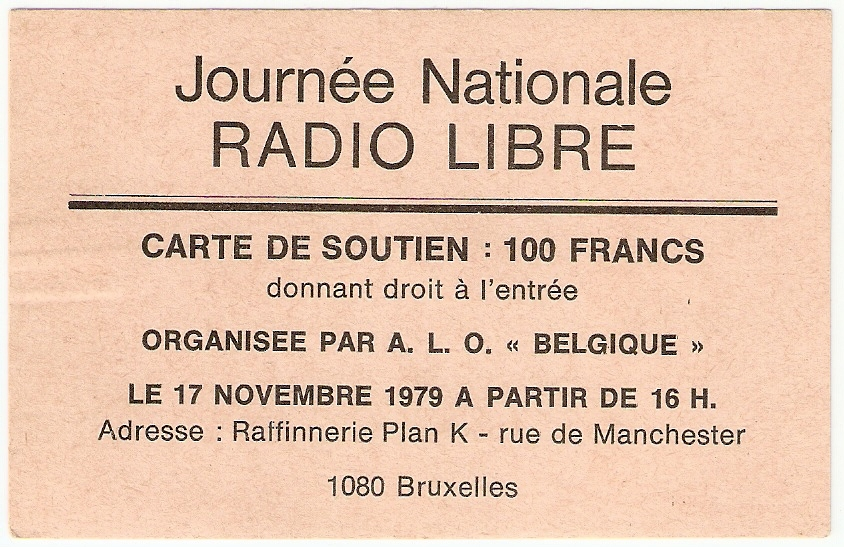
Journée radios libres (1979).

À partir de 1978, il est l'une des figures emblématiques du mouvement des radios libres en Belgique francophone et membre fondateur de l'Association pour la Libération des Ondes - Belgique (ALO-B),, de Radio z’Alternatives Bruxelles et de Radio Air Libre à Bruxelles.
Le 22 novembre 1980, le quotidien Le Soir consacre une pleine page à un face à face entre le ministre des PTT Robert Urbain et Roger Noël « Babar », alors représentant de l'Association pour la libération des Ondes.
En 1982, alors emprisonné en Pologne, il est symboliquement élu président du Conseil des Radios Locales, à l'origine de l'actuel Conseil supérieur de l'audiovisuel en Belgique francophone.

## Soutien à Solidarność, arrestation et détention en Pologne

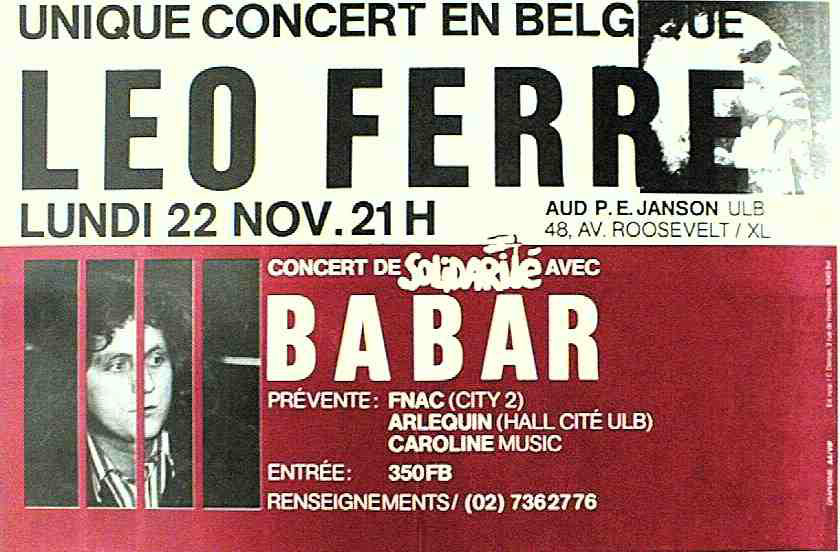
Affiche de concert de Léo Ferré, 1982.

Début 1982, il participe à plusieurs convois vers la République populaire de Pologne, y introduisant de l'argent et du matériel (tracts, livres, machines à écrire, papier, encre, outils radio et vidéo…) à destination du syndicat Solidarność, illégal depuis l'état de siège décrété en décembre 1981 par le général Jaruzelski,,.
Son action est soutenue et financée par le bureau bruxellois de la Confédération internationale des syndicats libres,.
Dans la nuit du 5 au 6 juillet 1982, lors de son troisième voyage, il est arrêté à Varsovie, alors qu'il livre à la structure clandestine de Radio Solidarność de Mazovie, un émetteur de radio.
Une amie (future présidente de la Ligue belge francophone des Droits de l'Homme) qui l'accompagnait à Varsovie revient en catastrophe à Bruxelles pour donner l'alerte.

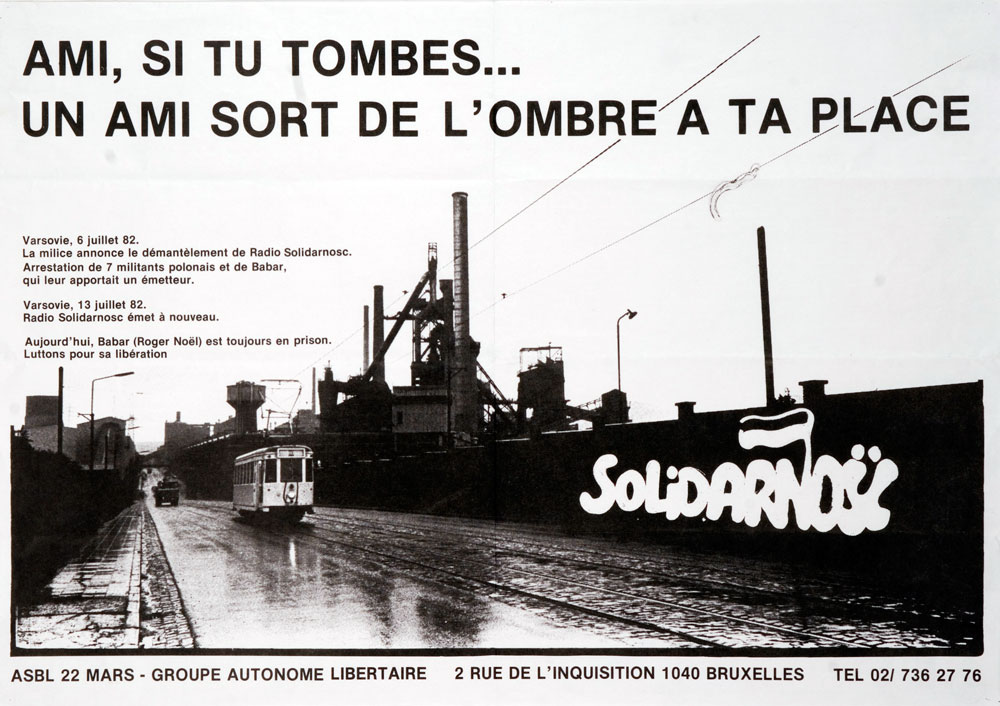
Ami si tu tombes... Un ami sort de l'ombre à ta place. Affiche de soutien par l'asbl 22-Mars et le Groupe autonome libertaire reprenant Le Chant des partisans.

Un mouvement de solidarité se développe appuyé sur des comités de soutien (à Bruxelles, à Paris, à Toulouse et jusqu'en Australie) qui organisent des manifestations (notamment devant les ambassades de Pologne à Bruxelles et à Paris) et des actions de sensibilisation : articles dans la presse nationale (Le Soir, La Libre Belgique) et française (Le Monde, Libération, Actuel).
Cette pression médiatique sera déterminante pour la suite et, notamment, lors de la rencontre des ministres des Affaires étrangères belge et polonais à l'Assemblée générale des Nations unies en septembre 1982.
Les 22 et 23 novembre 1982, Roger Noël, dit « Babar », comparait devant un tribunal militaire à Varsovie, toujours sous le régime de l'état de siège. En plus de son avocat polonais, il y est défendu par l'avocat et sénateur socialiste Roger Lallemand accompagné du député fédéral Olivier Deleuze (Ecolo).
Il est condamné à trois ans de prison, peine convertible en une caution de 400 000 francs belges. La somme est réunie en 48 heures grâce aux bénéfices d'un concert de solidarité de Léo Ferré le 22 novembre 1982 à l'Université libre de Bruxelles (ULB) et par souscription publique (en plus d'un millier de donateurs privés, tous les partis politiques francophones y contribueront, sauf le Parti communiste de Belgique).
Il est libéré après 143 jours, au régime d'isolement.
Le 13 mai 1992 (10 ans plus tard et 3 ans après la chute des régimes communistes en Europe), la Cour suprême de Pologne l'acquitte, estimant qu'il serait difficile de considérer ses activités comme criminelles car elles témoignent de sa solidarité avec les travailleurs polonais.

## Appels à l'unité du mouvement libertaire

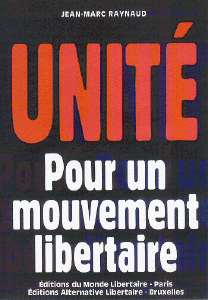
« Unité » (2001).

Le 30 décembre 1996, le quotidien Le Soir consacre toute sa page 3 au thème Les anars veulent aujourd'hui s'organiser. Ce journal publie d'autres contributions (sur papier, avant l'arrivée d'internet) dont : L'anarchie, une utopie mobilisatrice; Mon identité en noir, rouge et vert; Contrer les propos démagogiques; Clabecq, Renault et les autres…; etc.
En janvier 2001, les éditions du Monde libertaire et les éditions Alternative libertaire publient une brochure intitulée : « Unité. Pour un mouvement libertaire », signée Jean-Marc Raynaud avec la complicité de Roger Noël « Babar ».
Le 22 mars suivant, les deux auteurs rendent public pour signatures individuelles ou collectives un second texte Unité ! Appel pour un mouvement libertaire, dans la perspective « d’une initiative pour la tenue des états généraux du mouvement libertaire ». Cet appel rassemblera près de 500 signatures en France et en Belgique.
En 2003, ce texte sera édité en portugais, au Brésil, sous le titre Apelo a unidade do movimento libertario.

## Laïcité

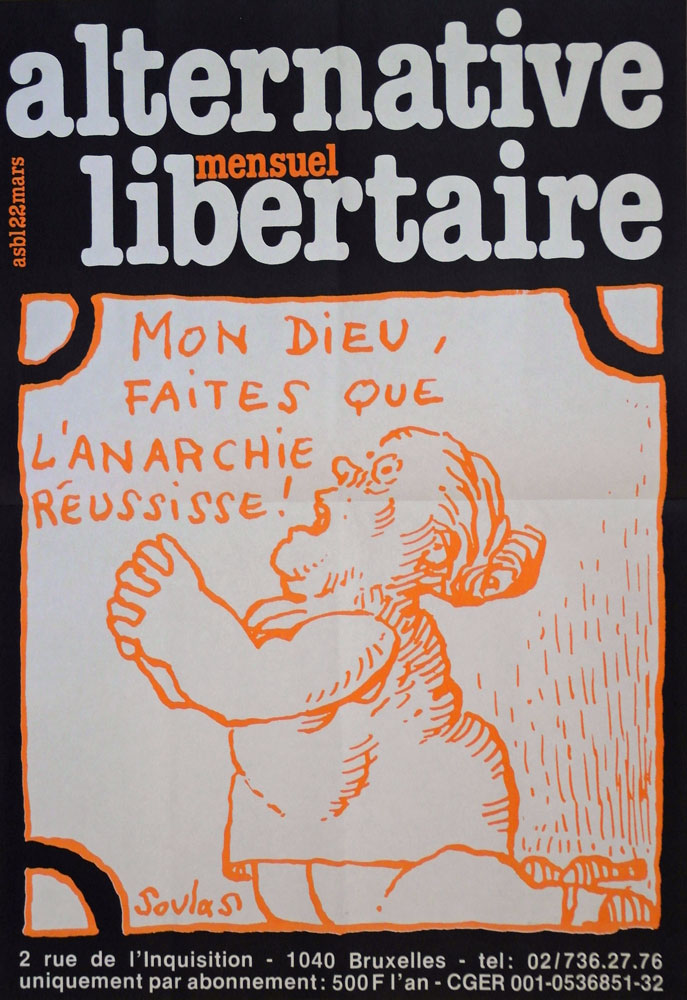
Mon dieu, faites que l'anarchie réussisse (1985).

En 1994, il participe à la création de la Liaison pour l'autonomie des personnes qui aiguillonne les mouvements contre les visites du pape Jean-Paul II en Belgique en 1994 et 1995.
À cette occasion est coéditée avec l'Association pour l'Art et l'Expression Libre (AAEL) de Toulouse, une affiche Contre le SIDA : la capote, pas la calotte, rééditée ensuite avec Act Up Bruxelles, le Cercle du libre examen de l'ULB, la revue Tels Quels.
Cette même année est lancée une campagne de débaptisation prolongée, en 2010, par la Fédération des amis de la morale laïque qui propose un service d'aide administrative à la démarche d’apostasie.
En 2000, il est parmi les premiers signataires de l'Appel Pour l'insolence et le blasphème lancé par la Ligue pour l'abolition des lois réprimant le blasphème et le droit de s'exprimer librement (LABEL).
En 1996, 2002 et 2004, il coédite Le Drapeau noir, l'Équerre et le Compas de Léo Campion avec la Maison de la solidarité et de la fraternité (qui réunit le groupe Francisco Ferrer de la Fédération anarchiste, Alternative libertaire et le syndicat interco de la CNT 91), un ouvrage qui rassemble une série de portraits de libertaires francs-maçons et/ou de francs-maçons libertaires tels que Pierre-Joseph Proudhon, Mikhaïl Bakounine, Élisée Reclus, Louise Michel, Sébastien Faure, Francisco Ferrer, Paul Robin, Voline, Gaston Leval, etc.

## Justice

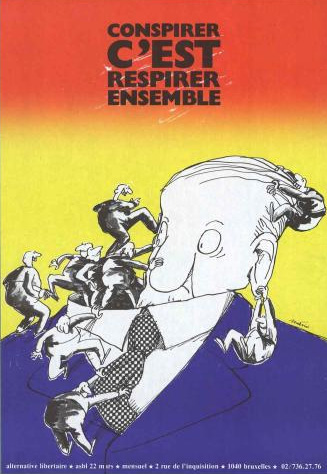
Conspirer, c’est respirer ensemble (1985).

- Début 1977, il publie[67] le Guide de la Belgique des luttes[68] (475 pages en 2 volumes) aux Éditions Vie Ouvrière qui recense 457 associations en lutte « pour un changement de société dans un sens socialiste » et/ou « pour le respect et l'extension des droits démocratiques ». Dans le volume 2, page 375, au chapitre Contraception et avortement, sont données les adresses des cinq centres hospitaliers qui pratiquent des interruptions volontaires de grossesse alors illégales en Belgique. Le vendredi 13 mai 1977, la police judiciaire perquisitionne le siège des éditions[69] en vue d'y saisir l'ensemble des exemplaires du deuxième volume[70].

C'est le seul livre jamais saisi en Belgique. Des actions de protestation sont organisées à Bruxelles, Gand, Liège, Mons et La Louvière. La bataille juridique sera finalement gagnée un an plus tard, sans qu'il y ait réellement eu de procès.
- Au début des années 1980, il édite sous le titre 22! v'là les flics! : Police : mode d'emploi, un petit guide des droits du citoyen face à la police[73], réédité à plusieurs reprises.

- Le 19 octobre 1984, il fait l'objet d'une perquisition dans le cadre de l’« Opération Mammouth »[74] (120 perquisitions officiellement destinées à lutter contre le terrorisme lancées par le ministre de la Justice Jean Gol dans les milieux de gauche)[75].

- En octobre 1988, lors du procès aux assises du Brabant des Cellules communistes combattantes et du Front révolutionnaire d'action prolétarienne, il est cité par la défense de Chantal Paternostre[76] comme « témoin de moralité »[77].

## Prise de distance
En 2001, Roger Noël cesse d'animer Alternative libertaire et se retire en France. « Babar » poursuit son activité d'imprimeur et d'éditeur jusqu'en 2004.

## Publications
- Guide de la Belgique des luttes, Bruxelles, Éditions Vie Ouvrière, février 1977, 475 p.,  (ISBN 2-87003-113-0).
- Citizen Kane in Brussels, interview de Jean-Claude Garot fondateur du journal POUR, 22 février 1987, Alternative libertaire n° 88, mars 1987.
- En mai 68, je faisais ma communion solennelle..., in Le hasard et la nécessité : comment je suis devenu libertaire, mars 1997, Éditions du Monde libertaire et Alternative libertaire, CIRA, Cgecaf.
- Antifascisme ou anti-capitalisme ?, in Démocratie ! En Belgique ?, RésistanceS, n°5, hiver 1998.

## Sources
- Roger Lallemand, Roger Noël et la Pologne, Le journal des procès, n°10, 17 décembre 1982, pp.14-15, lire en ligne.
- Hugues Lenoir, Dictionnaire biographique, mouvement ouvrier, mouvement social, « Le Maitron » : NOËL Roger dit Babar.
- Nicolas Inghels, Histoire du mouvement anarchiste en Belgique francophone de 1945 à aujourd'hui, revue Dissidences, 3 novembre 2011, lire en ligne.
- Fabrice Wilvers, Création d'une base de données pour le mensuel Alternative libertaire, Mémoire de fin d'études de bibliothécaire-documentaliste, Haute École Paul-Henri Spaak - IESSID, 1050 Bruxelles, 1999-2000, 247 pages, lire en ligne.
- René Bianco, Répertoire des périodiques anarchistes de langue française : un siècle de presse anarchiste d’expression française, 1880-1983, thèse de doctorat, université d’Aix-Marseille, 1987, 3503 pages, Babar pseud. de Noël, Roger.
- Le Soir, sélection d'articles de 1982, lire en ligne.
- Carine Vassart, L'asbl 22 mars, un centre de presse alternatif[78], Mémoire en vue de l'obtention du titre de licenciée en Journalisme et Communication, Université libre de Bruxelles, Faculté de Philosophie et Lettres, Section de Journalisme et Communication, Année académique, sous la direction de J.M. Nobre-Correia, 1982.
- Servane Calmant, Alternative libertaire. Plus d'idées justes, juste des idées[79], Mémoire en vue de l'obtention du titre de licenciée en Journalisme et Communication, Université libre de Bruxelles, Faculté de Philosophie et Lettres, Section de Journalisme et Communication, Année académique 1988-1989.
- Caroline Loré, Alternative libertaire : un journal dissident pour des lecteurs différents[80], Mémoire dirigé par Jean-Claude Vantroyen en vue de l'obtention du titre de licenciée en Information, Communication et Journalisme, Université libre de Bruxelles, Faculté de Philosophie et Lettres, Section de Journalisme et Communication, Année académique 1998-1999, 98 pages.

### Télévision
- Écran Témoin, Radio-télévision belge de la Communauté française, Mai 68 - Mai 88, 23 mai 1988, voir en ligne.
- Écran Témoin, Radio-télévision belge de la Communauté française, Provocation... jusqu'où aller trop loin ?, 19 septembre 1994, voir en ligne[81].
- Controverse, RTL-TVI sur la polémique autour de la visite du pape Jean-Paul II, 18 juin 1995, voir en ligne.
- Écran Témoin, Radio-télévision belge de la Communauté française, Les Insoumis, 6 octobre 1997, voir en ligne[82].